# Бурундук-хан
Бурунду́к-хан (каз. Бұрындық хан / Būryndyq han) — Сын Керей-хана, хан Казахского ханства, правил с 1482 по 1511 год

## Биография
Сын одного из основателей Казахского ханства Керей-хана. Стал ханом Казахского ханства в 1482 году. В источниках, описывающих период правления Бурундук-хана, упоминаются также имена нескольких других казахских султанов, среди которых наиболее авторитетным был сын Жанибек-хана — Касым-султан (кочевал в районе озера Балхаш и реки Каратал).
При этом Бурундук-хан в военной силе уступал Касыму (количество подчинённых у которого, согласно Мухаммаду Хайдару, достигало миллиона людей) и Жаныш-султану (количество подчинённых у которого, согласно «Михман-наме-йи Бухара», достигало ста тысяч людей). Хотя главным ханом продолжался считаться Бурундук, власть Касыма, который, командуя казахскими войсками, отличился в сражениях с Мухаммад Шейбани-ханом, была настолько велика, что, по мнению Мухаммада Хайдара, никто и не думал о Бурундуке.
Казахские султаны поддерживали Касыма, так как с каждым военным походом он захватывал для знати военную добычу, поэтому авторитет его так вырос, что, не имея ханского титула, он был фактически признан ханом всех казахов, а законный хан Бурундук не пользовался никакой популярностью. Поэтому, согласно сведениям Мухаммада Хайдара 915 года хиджры (1509/1510 год), хоть Бурундук и являлся ханом, правление ханством и вся полнота власти принадлежали Касым-хану.
Источник неизвестного авторства «Таварихи гузидей носрат наме» сообщает:
Сын Джанибека Касым заставил Бурундук-хана удалиться в Мавераннахр. В 1511 году хан Бурундук был низложен, однако Касым сохранил ему жизнь и позволил удалиться в Мавераннахр».
Бурундук навсегда покинул родные степи — он уехал в Самарканд, где жила одна из его дочерей; там же впоследствии и умер.

## Борьба с Шейбанидами
В период правления Керей-хана, произошла ожесточенная борьба за Восточный Дешт-и-кипчак между Урусидами и Шейбанидами. Его преемник и сын Бурундук-хан успешно продолжил борьбу. Сыгнак в XV веке находился в ожесточённой борьбе за его управление, в 1470-е годах Бурундук хан нанес поражение Шейбану в битве у переправы Согулук, в результате битвы казахи установили свою власть в Восточном Дешт-и-кипчаке. Уже в 1490-х годах Шейбан снова  занял Сыгнак, но после трёх месячной осады Бурундуком, жители города сдали его.
Внешняя политика казахских ханов и султанов в начале XVI века была связана с борьбой за Присырдарьинские города. Казахские ханы все больше вовлекались в политику Средней Азии, продолжая противостояние с Шейбанидами, но уже с правителями Мавераннахра. Мухаммаду Шейбану и его наследникам пришлось защищать завоеванные земли империи Тимуридов от казахских правителей. Сами казахи представляли реальную угрозу для государства Шейбанидов в Средней Азии. Позже государство Шейбанидов распалось на осколки, что привело к новому периоду отношений Урусидов с Шейбанидами. Династические мотивы стали преобладать в борьбе за первенствующее положение в степи, а также добавили политико-экономические аспекты, делая эту борьбу еще более жесткой.

## Борьба с Могулистаном
Мирные и дружественные связи между казахами и могулами, установленные еще при Керей-хане и Есен-Буга-хане, сохранялись достаточно долго, до конца 80-х годов XV века. Эту политику продолжил и преемник Есен-Буга-хана, Дуст-Мухаммед-хан, а после его смерти — новый правитель Могулистана, Султан Йунус-хан, которые сосредоточились на укреплении своей власти внутри страны.
В начале 1490-х годов могульский хан Султан-Махмуд, правивший в Ташкенте и Сайраме, стремился расширить свое влияние в Туркестане. После смерти его отца Йунус-хана в 1487 году в Ташкенте Султан-Махмуд изгнал тимуридского наместника Мухаммад-Мазида из Отрара. Завладев этим городом, он пригласил туда Мухаммада Шайбани, выражая благодарность за помощь, оказанную ранее против Тимурида Султан-Ахмад-мирзы в битве на реке Чирчик. Кроме того, он надеялся, что Шайбани станет его союзником в борьбе против казахов в районе Сырдарьи. Получив поддержку Султан-Махмуд-хана и опираясь на стратегически важный Отрар, Мухаммад Шайбани захватил два крупных города-крепости — Сауран и Ясы.

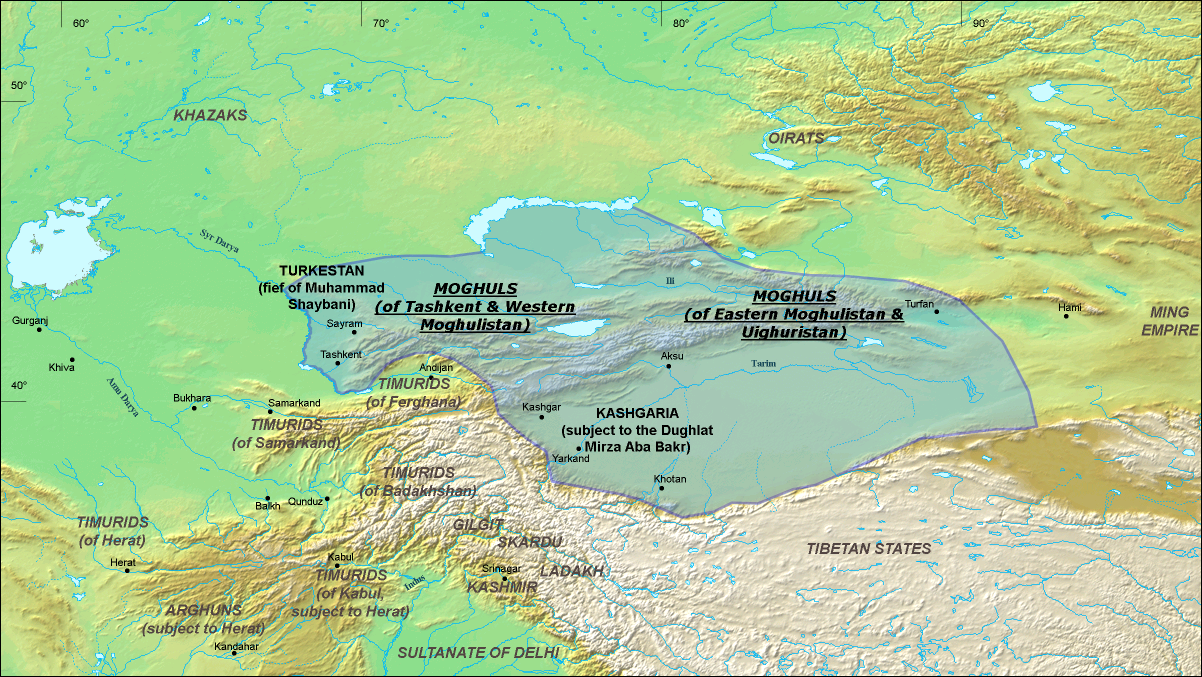
Моголистан в 1490 г.

Однако помощь могульского хана Шайбани в овладении этими городами вызвала обострение отношений между могулами и казахами. Мирза Мухаммад-Хайдар Дуглат писал: «Из-за этого между сыновьями казахов Кирай-хана и Джанибек-хана и Султан-Махмуд-ханом, ранее поддерживавшими искреннюю дружбу, возникла вражда». Сыновья Кирай-хана и Джанибек-хана обвиняли Султан-Махмуд-хана в том, что он позволил их врагу, Мухаммаду Шайбани, укрепиться в Туркестане. Этот конфликт привел к двум сражениям между Султан-Махмуд-ханом и казахами, в которых хан потерпел поражение. Эти битвы, вероятно, произошли на территории Сырдарьи.
Сауран, где до этого правил сын тимуридского наместника Кул-Мухаммад-тархан, оказался в руках брата Мухаммада Шайбани при следующих обстоятельствах. Согласно «Таварих-и гузида-йи нусрат-наме», город сдался сам. Горожане, муллы и ходжи Сабрана решили, что, поскольку Отрар уже захвачен Мухаммадом Шайбани, его могущество растет, и он, вероятно, овладеет всей областью, лучше добровольно передать город Шайбанидам, чтобы избежать разрушений. Они пригласили Махмуд-султана Бахадура и сдали ему Сабран.
Такое поведение горожан объясняется стремлением избежать разрушений, которые обычно сопровождали насильственный захват. В условиях бесконечных феодальных войн в Туркестане городская верхушка нередко переходила на сторону более сильного противника, чтобы сохранить хотя бы относительную независимость или избежать разорения, грабежей и других бедствий.
Длительная борьба за власть в Туркестане оказала разрушительное влияние на хозяйственную жизнь региона, состояние городов и их окрестностей. Желание горожан предотвратить разрушения объясняет случаи добровольной сдачи таких городов, как Сыгнак Бурундук-хану и Аркук Мухаммаду Шайбани.
Вскоре в конфликт вмешался Султан Ахмед-хан, младший брат Султана Махмуд-хана. По словам Мирзы Мухаммеда Хайдара, Султан Ахмед-хан после десяти лет ожесточённой борьбы, одержав верх над сепаратистскими настроениями могульских предводителей, установил свою власть в Могулистане. Он так укрепил свои владения, что «калмаки и узбеки не могли проходить через территорию Моголистана на расстоянии семи-восьмимесячного пути».
Несмотря на своё могущество, Султан Ахмед-хан всё же признавал старшинство Султана Махмуд-хана как верховного правителя Могулистана. Узнав о трудном положении брата, он пришёл ему на помощь. В ответ на поражения Султана Махмуд-хана, он выступил против казахов и «трижды одерживал победу над ними», – писал Мирза Мухаммед Хайдар.
Султан Махмуд-хан активно поддерживал в Туркестане Мухаммеда Шейбани-хана, политического противника казахских ханов. Это серьёзно препятствовало стремлениям Казахского ханства включить в свои владения всю территорию Туркестана. Например, оказанная могульским ханом военная помощь Шибанидам не позволила Бурундук-хану установить власть в Отраре. Более того, Шибанидам, опираясь на Отрар, удалось захватить Сауран и Йасы.
Однако противостояние казахов и могулов было недолгим. Усиление Мухаммеда Шейбани-хана стало угрозой не только для Бурундук-хана, но и для самого Султана Махмуд-хана. Поэтому они вновь наладили «мирные отношения». В результате казахи и могулы объединились, создав военный союз, направленный против Шибанидов.

## Борьба с Ногайской ордой
В 1472 или в 1473 году, Бурундук хан совершил неудачный поход на Ногайскую орду. Главной целью походы была, не дать воцарится Мухаммеду Шейбани
В конце XV и в начале XVI века основные силы казахов были первоначально направлены на походы в Мавераннахр, завоеванный Мухаммедом Шейбани, а затем на отражение узбекских вторжений из этого региона. Шейбани объявлял своим старым противникам газават и четырежды выводил войска против них. В этих условиях ногаи смогли игнорировать сюзеренитет казахских ханов. На южной границе царства Шейбани объявился Сефевидский Иран с которым он вел войну. В 1510 году узбекский монарх был разгромлен и убит шахом Исмаилом Сефевидов. Угроза его набегов на Казахское ханство исчезла, а Исмаил продолжал подчинять себе Дешт-и Кипчак. Именно в это время правители казахов Бурундук и Касым   получили возможность наконец заняться проблемами своих западных рубежей..
В письме ногайского бия Алчагира, пишется, что в 1508 году казахское войско движется к ногайским улусам, а сами ногайцы узнав об этом, откочевали за Волгу. Уже после казахи овладели Яиком, а сам Бурундук был уже в Сарайчике

## Дети Бурундук-хана
У Бурундук-хана было четыре сына и несколько дочерей. В «Нусрат-наме» приводятся имена трех его сыновей в таком порядке: 
- Шайхим. Об обстоятельствах его жизни ничего не известно; у него был сын по имени Йар-Мухаммад.
- Санджар-Джахан. В других известных нам источниках о нём сведений нет.
- Джахан-Бахти. Были ли у него дети, также не известно.

Из сочинения Джами-ат-Таварих Кадыр-али-бека известен четвёртый сын:
- Кимсин. Сообщение о нём, насколько известно, содержится только в сочинении Кадырали-бека. По его словам, у Кимсин-султана, сына Бурундук-хана, была дочь Чуйум-ханым, которая была замужем за Ондан-султаном, сыном Шигай-хана, сына Джадика, сына Джанибек-хана. В другом месте своего сочинения Кадырали-бек пишет так: «Был Бурундук-хан: его род (несли) утратил ханский сан». Однако он не приводит имена потомков Бурундук-хана.

Дочери Бурундука известны в истории больше, чем его сыновья. 
- Дадым-ханым, вышла замуж за внука Жанибек-хана султана Шигая, который впоследствии стал ханом[14].

Через трёх других дочерей Бурундук в 1494 году породнился с Шейбанидами. 
- Одна вышла замуж за самого Шейбани-хана.
- Вторая вышла замуж за родного брата Шейбани-хана Махмуд султана.
- Михр-Султан-ханым — вышла замуж за сына Шейбани Мухаммед Тимур-султана. Это была весьма уважаемая и богатая дама в Самарканде, где у неё были огромные земельные наделы. Она была известна как покровительница науки и искусств. Именно к ней подался Бурундук-хан, покинутый своими подданными. Некоторое время спустя он скончался у неё в Самарканде[15][16].

## В культуре
Бурундук-хан стал персонажем художественного фильма «Рассвет великой степи» (2022), где его сыграл Ерик Жолжаксынов.